# Коннексивная логика
Коннексивная логика (англ. connexive logic) — один из классов альтернативных или неклассических логик, предназначенных для исключения парадоксов материальной импликации. Отличительной характеристикой коннексивной логики от других неклассических логик является принятие так называемого тезиса Аристотеля — формулы
~(~p → p)
как логической истины. Тезис Аристотеля утверждает, что никакое умозаключение не следует из своего отрицания. Более сильные коннексивные логики также принимают тезис Боэция
((p → q) → ~(p → ~q))
который утверждает, что если утверждение подразумевает одно, оно не подразумевает его противоположность.
Релевантная логика — ещё одна логическая теория, которая пытается избежать парадоксов материальной импликации.

## История
Коннексивная логика является, пожалуй, одним из старейших подходов к логике. Тезис Аристотеля назван в честь Аристотеля, потому что он использует этот принцип в своей «Первой Аналитике».
Если же (заключение) истинно, то не необходимо, чтобы (они) были истинными отчасти или полностью, а возможно, что заключение одинаково будет истинным, хотя и не необходимо (истинным), если в силлогизме нет ничего истинного. Причина этого заключается (в следующем): когда два (явления) так относятся друг к другу, что, если есть одно, необходимо есть и другое, то если второго нет, не будет и первого; однако если второе есть, то не необходимо, чтобы было и первое. Но невозможно, чтобы одно и то-же было необходимо и когда другое есть, и когда его нет: я имею в виду, например, (такое отношение), что когда А бело, то Б необходимо велико, и что когда А не бело, то Б (также) необходимо велико. В самом деле, если нечто, (например) Б, необходимо велико, когда другое, (например) А, бело, и если В необходимо не бело, когда Б велико, то В не бело, когда А бело. Далее, если два (явления) так относятся друг к другу, что если есть одно, необходимо есть другое, то когда этого другого нет, необходимо нет и А. В таком случае, если Б не велико, то и А не может быть белым. Если же (предположить), что Б необходимо велико, когда А не бело, то с необходимостью вытекает, что Б велико, когда оно не велико, а это невозможно, ибо если Б не велико, то А необходимо не будет белым. Если же Б будет велико, когда А не бело, то выходит, что Б велико, когда оно не велико, как (получается) при трех (терминах)Аристотель, 57а 37—57b 20 в издании: Аналитики Первая и Вторая. Гос. издательство политической литературы. 1952
Смысл этого отрывка заключается в доказательстве от абсурда (лат. reductio ad absurdum) на основании утверждения, что две формулы, (A → B) и (~A → B), могут быть истинными одновременно. Доказательство состоит в следующем,
1. (A → B) гипотеза
2. (~A → B) гипотеза
3. (~B → ~A) 1, Транспозиция
4. (~B → B) 2, 3, Гипотетический силлогизм

Затем Аристотель заявляет, что шаг 4 невозможен, завершая редукцию. Но если шаг 4 невозможен, то это происходит из-за того, что Аристотель принимает в качестве логической истины его отрицание ~(~B → B).
Аристотелевские умозаключения, в отличие от логических силлогизмов, по-видимому, основаны на принципах связности. Например, противоположность утверждений A и E «Все S есть P» и «Ни одно S не есть P» следует из аргумента reductio ad absurdum, аналогичного аргументу из книги Аристотеля.
Считается, что более поздние мыслители, в частности Хрисипп, также поддерживались принципов коннексивной логики. К 100 году н. э. логики разделились на четыре или пять различных школ относительно правильного понимания условных («если… то…») высказываний. Секст Эмпирик описал одну из школ следующим образом:
А те, кто вводят понятие связи, утверждают, что условное предложение верно, когда противоположность его заключения несовместима с его посылкой.
Термин «коннексивизм» взят из этого отрывка.
Считается, что Секст Эмпирик описывал в данном случае школу Хрисиппа. То, что эта школа приняла тезис Аристотеля, кажется совершенно очевидным, поскольку определение условия
(p → q) ≝ ~(p ° ~q),
где символ ° обозначает совместимость, и в этом контексте тезис Аристотеля должен быть логической истиной, при условии, где каждое утверждение согласуется с самим же собой, что является достаточно фундаментальным для понятия совместимости.
Средневековый философ Боэций похоже признавал принципы связности. В «De Syllogismo Hypothetico» он утверждает, что из «Если A, то если B, то C» и «Если B, то не-C» мы можем сделать вывод «не-A» с помощью modus tollens. Однако, это следует только в том случае, если два высказывания «Если B, то C» и «Если B, то не-C» считаются несовместимыми.
Поскольку аристотелевская логика была стандартной логикой, изучавшейся до XIX века, можно с полным основанием утверждать, что на протяжении большей части истории Запада, коннексивная логика была общепринятой школой среди представителей математической науки. (Конечно, сами мыслители не обязательно осознавали свою принадлежность к школе коннексивной логики). Однако, в 19 веке, стандартом стали логические силлогизмы и пропозициональная логика, основанная на функциях истинности. С тех пор относительно немногие математики придерживаются взглядов коннексивной логики. К ним относятся Эдвард Дж. Нельсон и Питер Фредерик Стросон.
Вопрос, который возникает при рассмотрении с исторической перспективы, связан с правильностью толкования. Можно ли уверенно связать тезисы Аристотеля и Боэция с самими Аристотелем и Боэцием? Ленцен утверждает, что Аристотель и Боэций, по всей видимости, рассматривали тезисы, названные в их честь, как применимые исключительно к «обычным» условным высказываниям, предпосылки которых не содержат внутренних противоречий. Он соответствующим образом излагает ограниченные версии тезисов Аристотеля на языке модальной пропозициональной логики, принципы, которые, по мнению Ленцена, можно найти в трудах Лейбница, где с корректировкой обозначений получаем:
◊A ↠ ~(A ↠ ~A), и
◊~A ↠ ~(~A ↠ A),
которые являются теоремами почти всех систем обычной модальной логики и поэтому не приводят к какой-либо неклассической системе коннексивной логики.

## Соединение антецедента со следствием
Возражение, которое выдвигается против определения условных операторов на основе истинностных функций, заключается в том, что нет требования, чтобы следствие действительно вытекало из антецедента. Если только антецедент ложен или следствие истинно, условие считается истинным, независимо от того, есть ли какая-либо связь между антецедентом и следствием или нет.
Следовательно, как однажды заметил философ Чарльз Сандерс Пирс, вы можете разрезать газету, предложение за предложением, положить все предложения в шляпу и вытянуть любые два наугад. Гарантируется, что либо из первого предложения будет вытекать второе, либо наоборот. Но когда мы используем слова «если» и «тогда», мы обычно имеем в виду утверждение, что между антецедентом и следствием есть некоторая связь. 
В чем природа этой связи? Логики релевантности (в релевантной логике) считают, что, помимо утверждения о том, что следствие не может быть ложным, пока антецедент истинен, антецедент должен быть «релевантен» следствию. По крайней мере, изначально это означает, что должны быть по крайней мере некоторые термины (или переменные), которые появляются и в антецеденте, и в следствии. Коннексивисты обычно утверждают, что между антецедентом и следствием должна быть некоторая «реальная связь», такая как может быть результатом реальных отношений включения классов. Например, отношения классов «Все люди смертны» обеспечивают реальную связь, которая обосновывает условное утверждение «Если Сократ — человек, то Сократ смертен». Однако более отдаленные связи, например, «Если она извинилась перед ним, то он солгал мне» (предложено Беннеттом) все еще остаются за пределами анализа коннексивистов.

## Наглядный пример
Представим, доказательство, что все люди — смертны. Используя при этом, следующий силлогизм:
- Все люди — животные.

- Все животные — смертны.

- Следовательно, все люди — смертны.

Данный силлогизм является валидным в классической логике, потому что соответствует правилу вывода, называемому гипотетическим силлогизмом. Гипотетический силлогизм предполагает, что если из A следует B, и из B следует C, то из A следует C. В примере A — «люди», B — «животные», а C — «смертные». Запись силлогизма в виде материальных импликаций:
- (Люди → Животные) и (Животные → Смертные)

- Следовательно, (Люди → Смертные)

Однако, материальная импликация имеет некоторые странные свойства. Например, всегда истинна, если антецедент ложен или консеквент истинен. Это означает, что возможно построить много истинных материальных импликаций, которые не имеют никакого смысла. Например:
- Если 2+2=5, то все люди — животные.

- Если все животные — смертны, то я — президент России.

- Следовательно, если 2+2=5, то я — президент России.

Этот силлогизм также является валидным в классической логике, потому что соответствует гипотетическому силлогизму. Однако, явно абсурден и не отражает здравого смысла.
Коннексивная логика пытается решить эту проблему, вводя дополнительные правила для импликации и основана на идее, что антецедент и консеквент должны быть как-то связаны между собой, чтобы импликация была истинной. Для этого коннексивная логика принимает так называемый тезис Аристотеля — формулу ~ (~p → p), которая означает, что никакое умозаключение не следует из своего отрицания. Например, из того, что не верно, что я — президент России, не следует, что я — президент России. Более сильные коннексивные логики также принимают тезис Боэция — формулу (p → q) → ~ (p → ~q), которая означает, что если утверждение подразумевает одно, то не подразумевает его противоположность. Например, из того, что если я — президент России, то 2+2=4, не следует, что если я — президент России, то 2+2 не равно 4.
Если применить коннексивную логику к абсурдному силлогизму, то получится следующее:
- Если 2+2=5, то все люди — животные.

- Если все животные — смертны, то я — президент России.

- Следовательно, если 2+2=5, то я — президент России.

Такой силлогизм уже не является валидным в коннексивной логике, потому что нарушает тезис Боэция. Действительно, если принять первую импликацию как истинную, то следует отрицать её обратную: ~ (2+2=5 → ~ (Все люди — животные)). Однако, это противоречит второй импликации, которая подразумевает её обратную: (Все животные — смертны → Я — президент России) → (Все люди — животные → ~ (Я — президент России). Таким образом, мы не можем сделать вывод из этих двух импликаций в коннексивной логике.